# Ungarische Universität für Landwirtschaft und Biowissenschaften

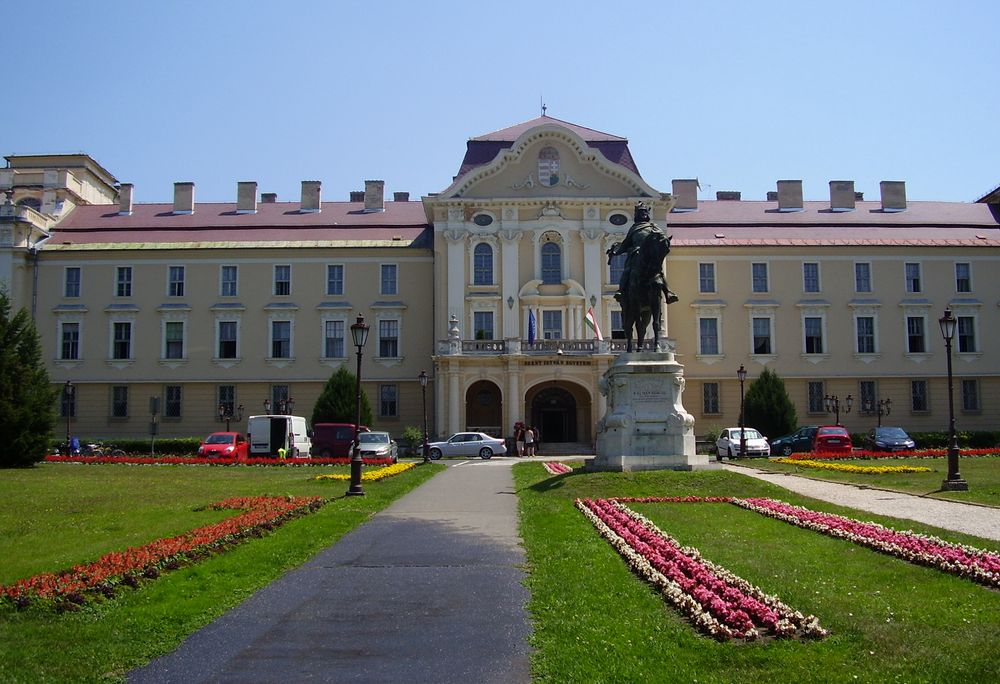
Hauptgebäude der Ungarischen Universität für Landwirtschaft und Biowissenschaften in Gödöllő

Die Ungarische Universität für Landwirtschaft und Biowissenschaften (ungarisch: Magyar Agrár- és Élettudományi Egyetem) ist eine agrarwissenschaftliche und veterinärmedizinische Universität in Ungarn mit Sitz und Hauptcampus in der mittelungarischen Stadt Gödöllő; weitere Campus befinden sich in Békéscsaba, Budapest, Gyula, Jászberény und Szarvas.
Die Universität wurde zum 1. Januar 2000 gegründet und ging aus einem Zusammenschluss mehrerer Hochschulen hervor – die älteste dieser war die 1787 gegründete ehemalige veterinärmedizinische Universität Budapest. Der Name der Universität war von 2000 bis zum 31. Januar 2021 Szent-István-Universität (SZIU). Die SZIU war nach dem ungarischen König Stephan I. (der Heilige) benannt. Seit dem 1. Februar 2021 wird die Universität von einer Stiftung getragen und trägt den ungarischen Namen: Magyar Agrár- és Élettudományi Egyetem.

## Fakultäten bis zum 1. Februar 2021
- Fakultät für Angewandte Kunst und Erziehungswissenschaften in Szarvas und Jászberény
- Fakultät für Landwirtschaft und Umweltwissenschaften in Gödöllő
- Fakultät für Wirtschafts-, Agrar- und Gesundheitswissenschaften in Békéscsaba, Szarvas und Gyula
- Fakultät für Wirtschafts- und Sozialwissenschaften in Gödöllő
- Fakultät für Maschinenbau in Gödöllő
- Fakultät für Veterinärmedizin in Budapest
- Miklós-Ybl-Fakultät für Architektur und Bauingenieurwesen in Budapest